# Troféu Art Ross

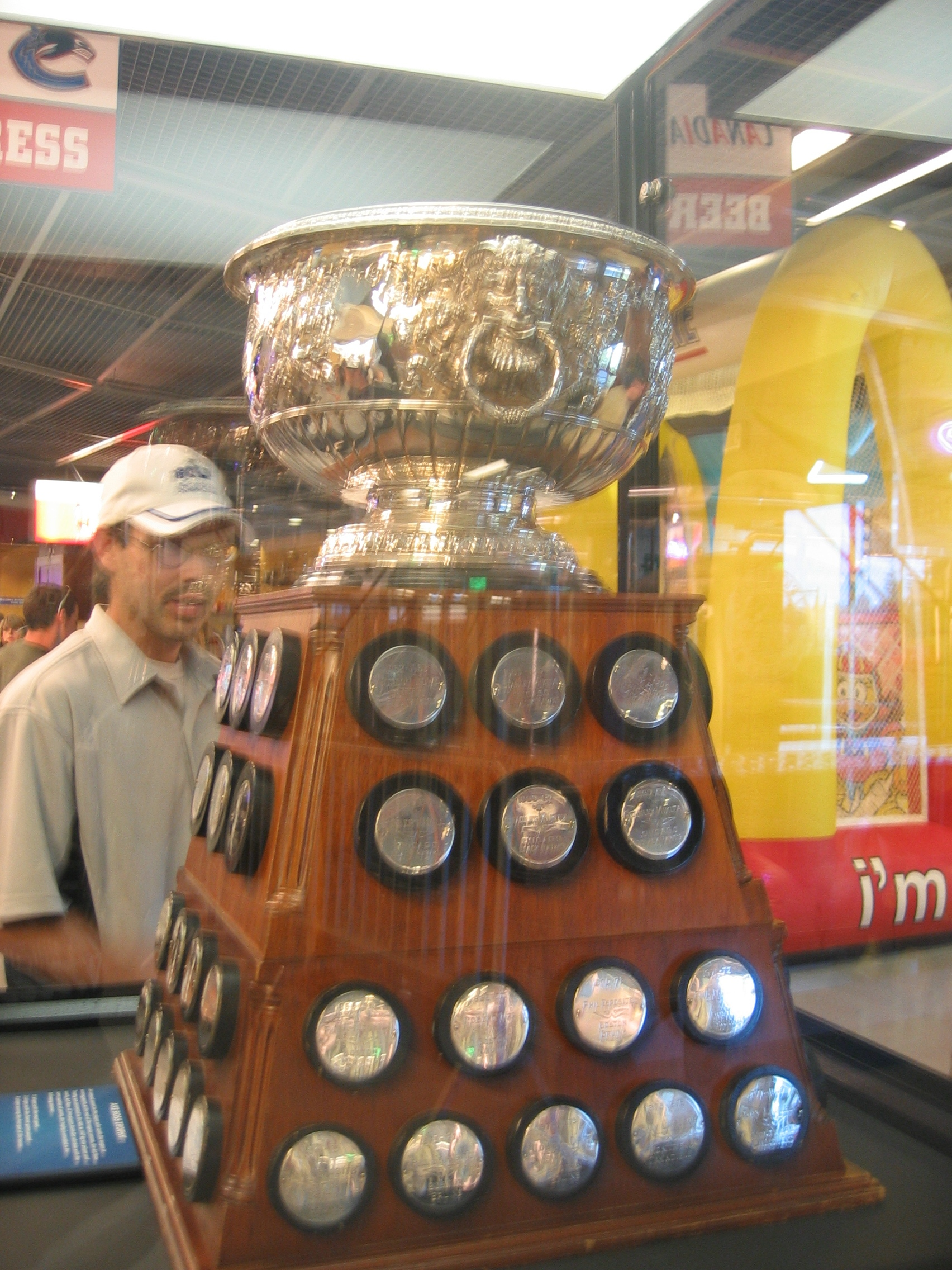

O Troféu Art Ross é dado ao jogador da National Hockey League que lidera a Liga em pontos convertidos ao fim da temporada regular.  Ele foi apresentado à NHL pelo ex-jogador, administrador geral e técnico Art Ross. O troféu foi entregue 70 vezes a 29 jogadores desde sua inserção na temporada 1947-48. O atual dono do troféu é Connor Mcdavid, que marcou 123 pontos na temporada 2021-22

## História
O Troféu Art Ross foi apresentado á National Hockey League em 1947 por Arthur Howie "Art" Ross, antigo administrador geral e técnico do Boston Bruins e pertencente ao Hall da Fama como jogador. Elmer Lach foi o vencedor do primeiro Troféu Art Ross, o qual foi entregue na conclusão da temporada 1947-48.
Wayne Gretzky ganhou o Troféu Art Ross 10 vezes em sua carreira de 20 anos na NHL. Gordie Howe e Mario Lemieux ganharam seis vezes cada, enquanto Phil Esposito e Jaromir Jagr têm cinco prêmios cada um. O jogador não-canadense com mais premiações é o tcheco Jaromir Jagr. Gretzky é o único jogador a ganhar o troféu por mais de um time e Joe Thornton é o único jogador a ganhá-lo defendendo dois times em uma mesma temporada.  Stan Mikita é o único jogador na história da NHL a vencer os Troféus Art Ross, Hart e Lady Byng em uma mesma temporada — e ele fez isso duas vezes (1966-67 e 1967-68).
Jogadores do Pittsburgh Penguins ganharam o troféu 15 vezes; jogadores do Montreal Canadiens, Edmonton Oilers e Chicago Blackhawks o conquistaram em 9 oportunidades; e o Boston Bruins viu seus jogadores ganharem o prêmio em 7 edições. De 1963 a 2001, Marcel Dionne e Bryan Trottier eram os únicos vencedores do troféu por apenas uma vez, enquanto Stan Mikita, Phil Esposito, Bobby Orr, Guy Lafleur, Wayne Gretzky, Mario Lemieux, e Jaromir Jagr o haviam feito em várias ocasiões. Por duas décadas, de 1980 a 2001, apenas três jogadores ganharam o Art Ross:Wayne Gretzky, Mario Lemieux, e Jaromir Jagr. A sequência terminou quando Jarome Iginla ganhou o troféu em 2002, e em 2010, Henrik Sedin tornou-se o oitavo vencedor em uma sequência entre os que nunca haviam ganhado o prêmio. Seu irmão gêmeo Daniel Sedin levou na temporada seguinte. Em 2007, o jogador de 19 anos Sidney Crosby tornou-se o jogador mais jovem a ganhar o Troféu Art Ross e o campeão de pontos mais novo em qualquer esporte profissional norte-americanos, ao marcar 120 pontos. Apenas um jogador de defesa ganhou o título de maior pontuador: Bobby Orr conseguiu em 1969–70 e 1974–75.
As regras da NHL estipulam três desempates em caso de dois ou mais atletas empatarem em pontos:
1. Jogador com mais gols
2. Jogador com menos jogos disputados
3. Jogador marcando antes na temporada

Empates de pontos ocorreram nas temporadas 1961-62, 1979-80, e 1994-95, todos os quais foram decididos no primeiro desempate. Interessantemente, o prêmio da NHL para reconhecer o jogador com mais gols, o Troféu Maurice 'Rocket' Richard, não tem desempate, então vários vencedores podem conseguir o prêmio em uma temporada.

## Vencedores
Key

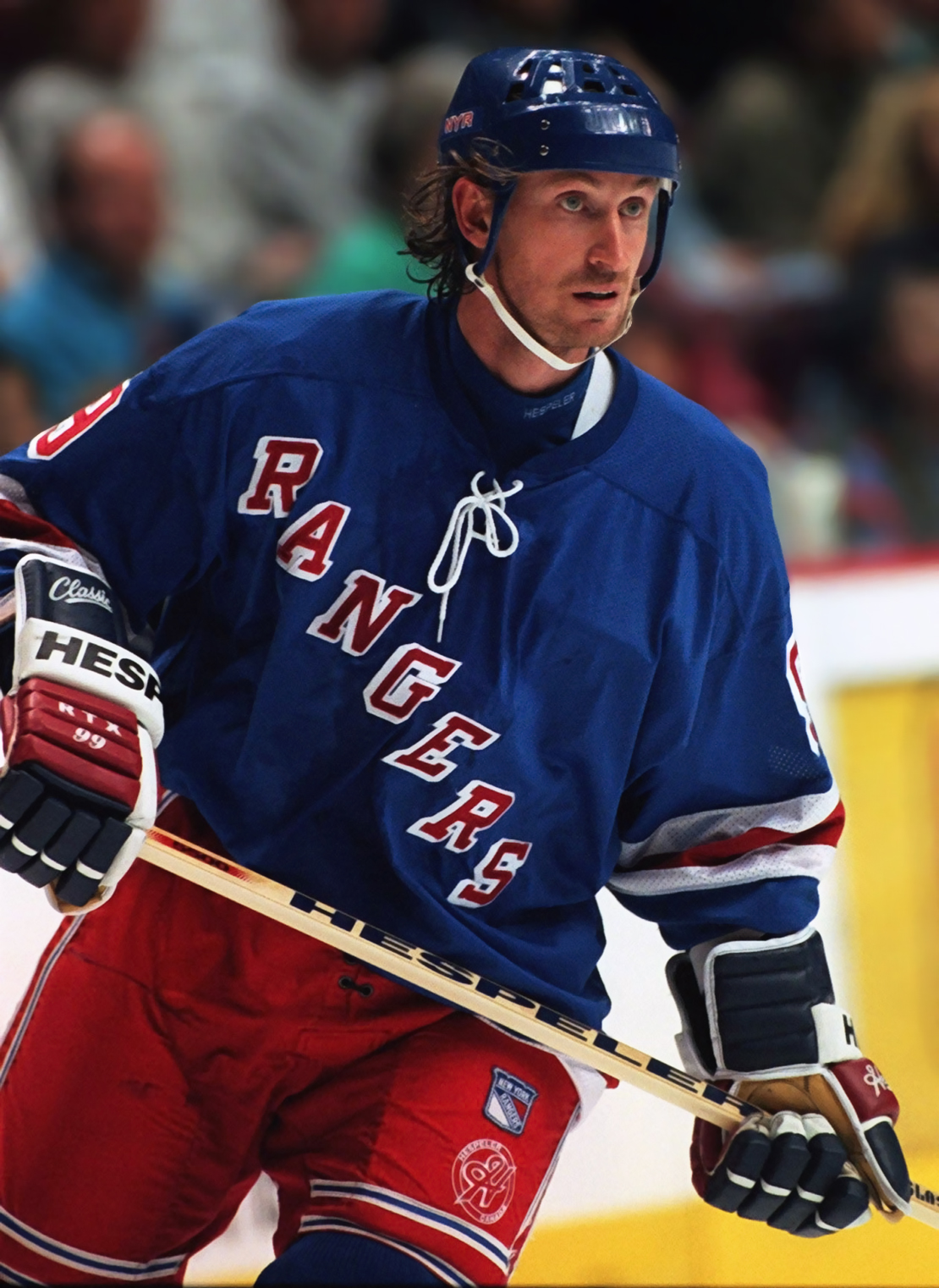
Wayne Gretzky, vencedor 10 vezes.

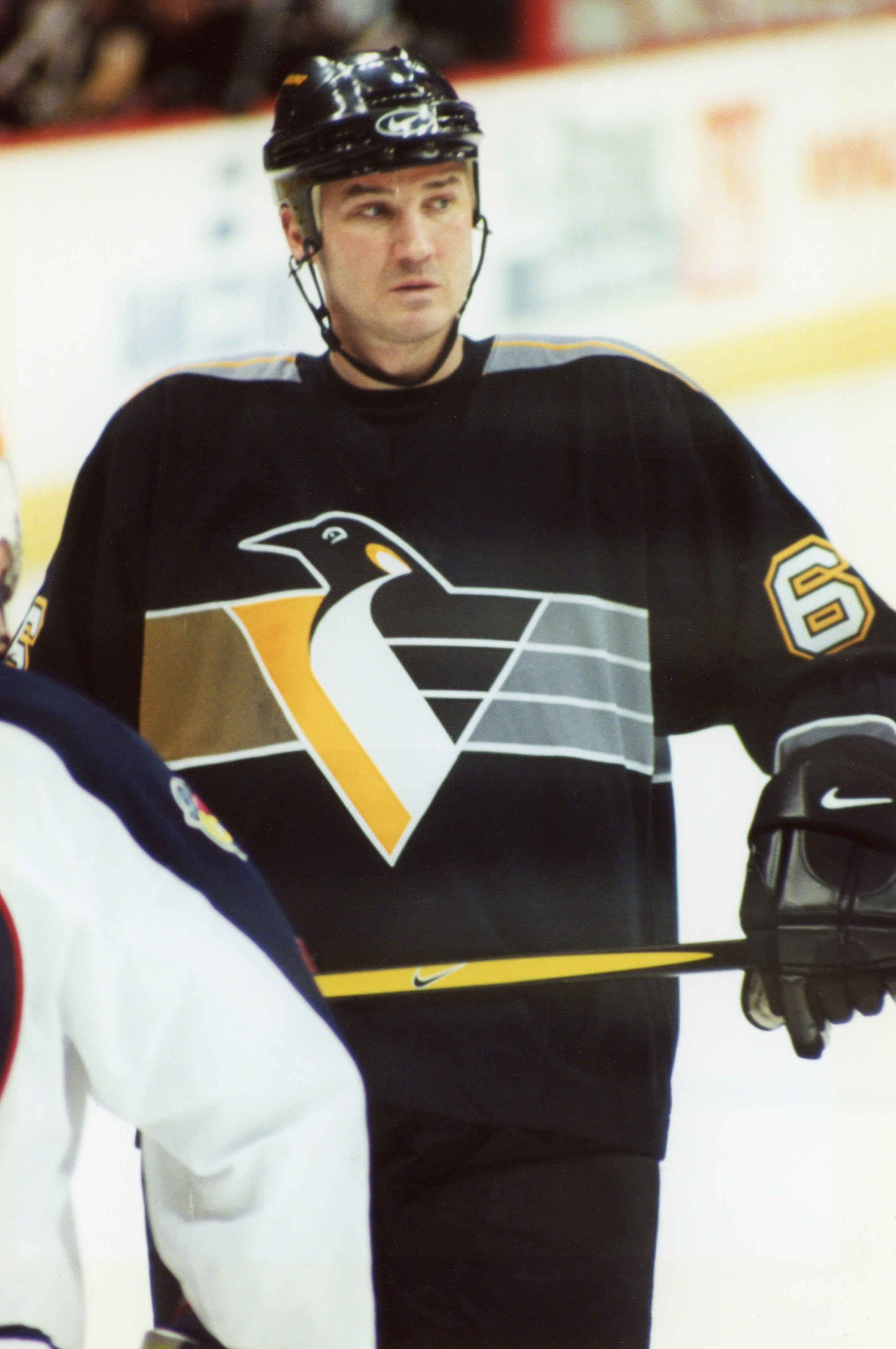
Mario Lemieux, com 6 premiações.

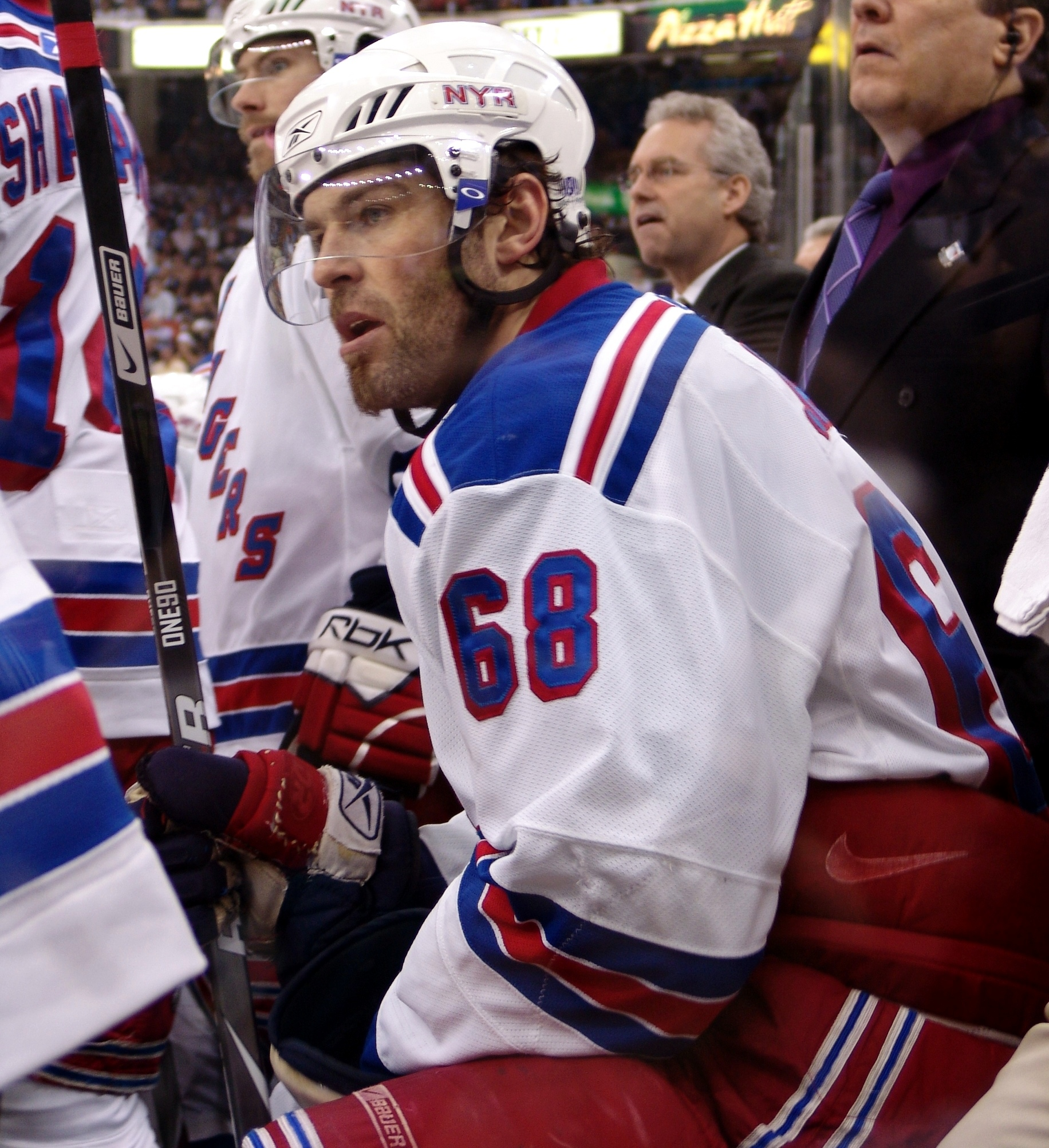
Jaromir Jagr, cinco títulos.

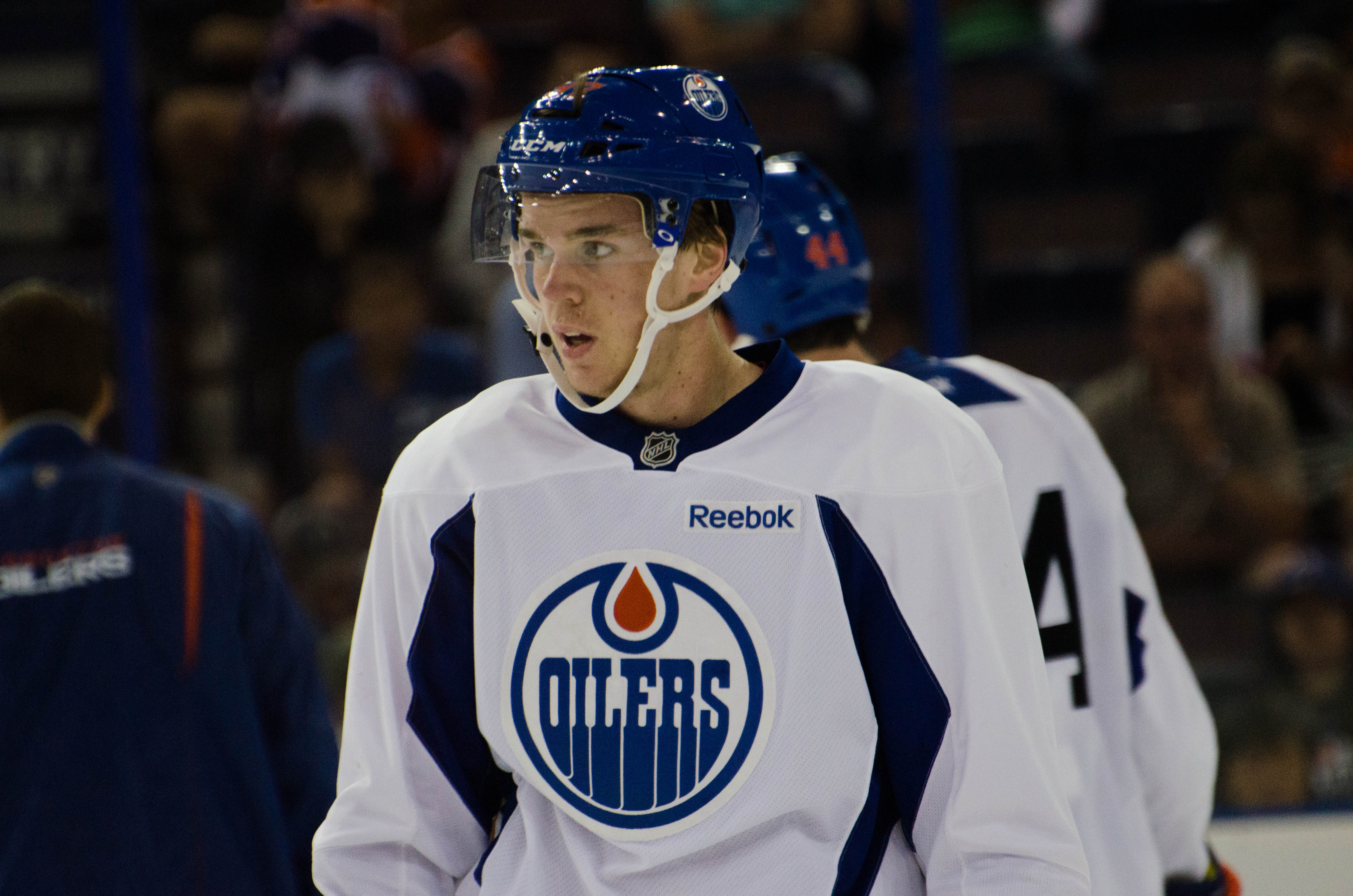
Connor McDavid, quatro títulos.

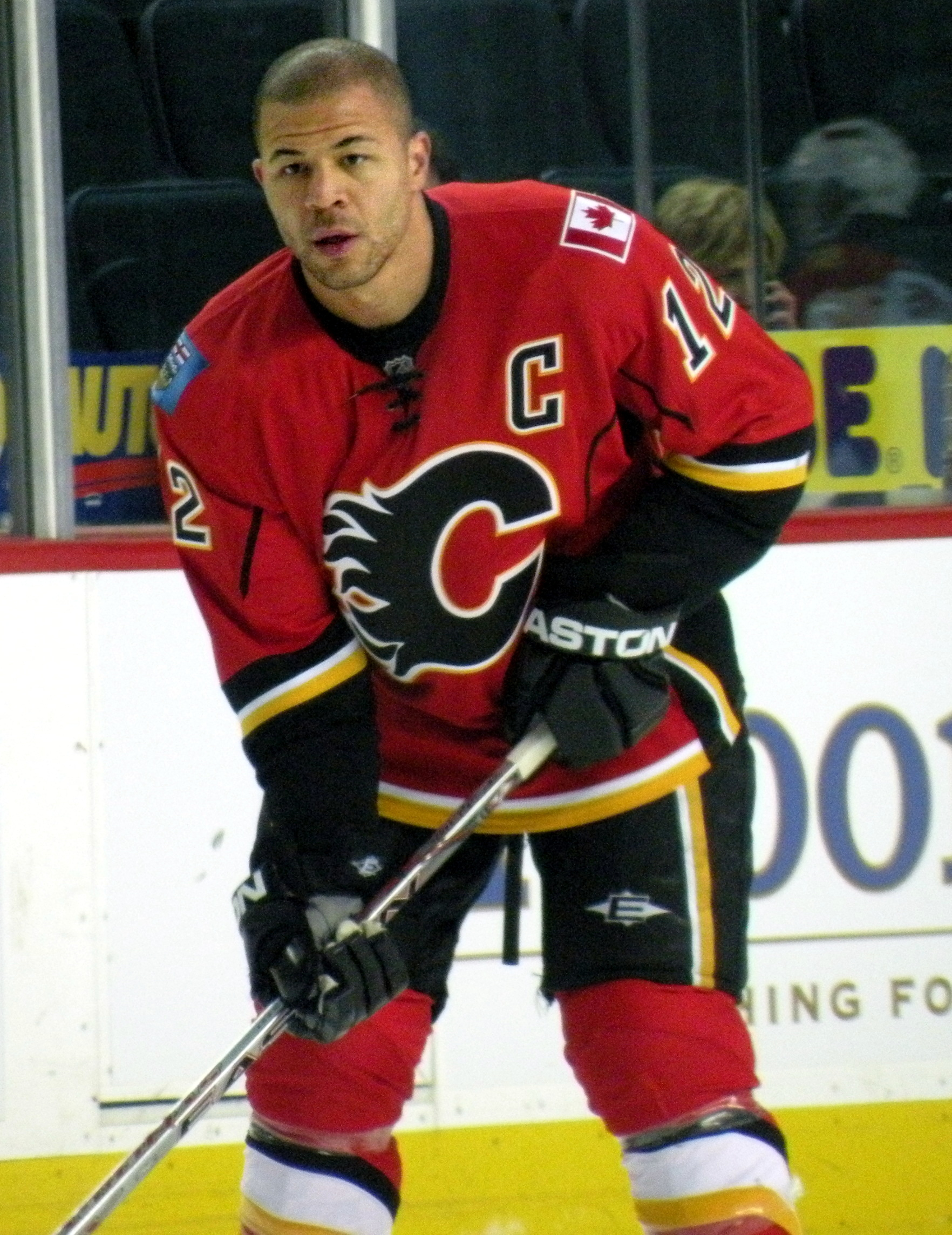
Jarome Iginla, um título.

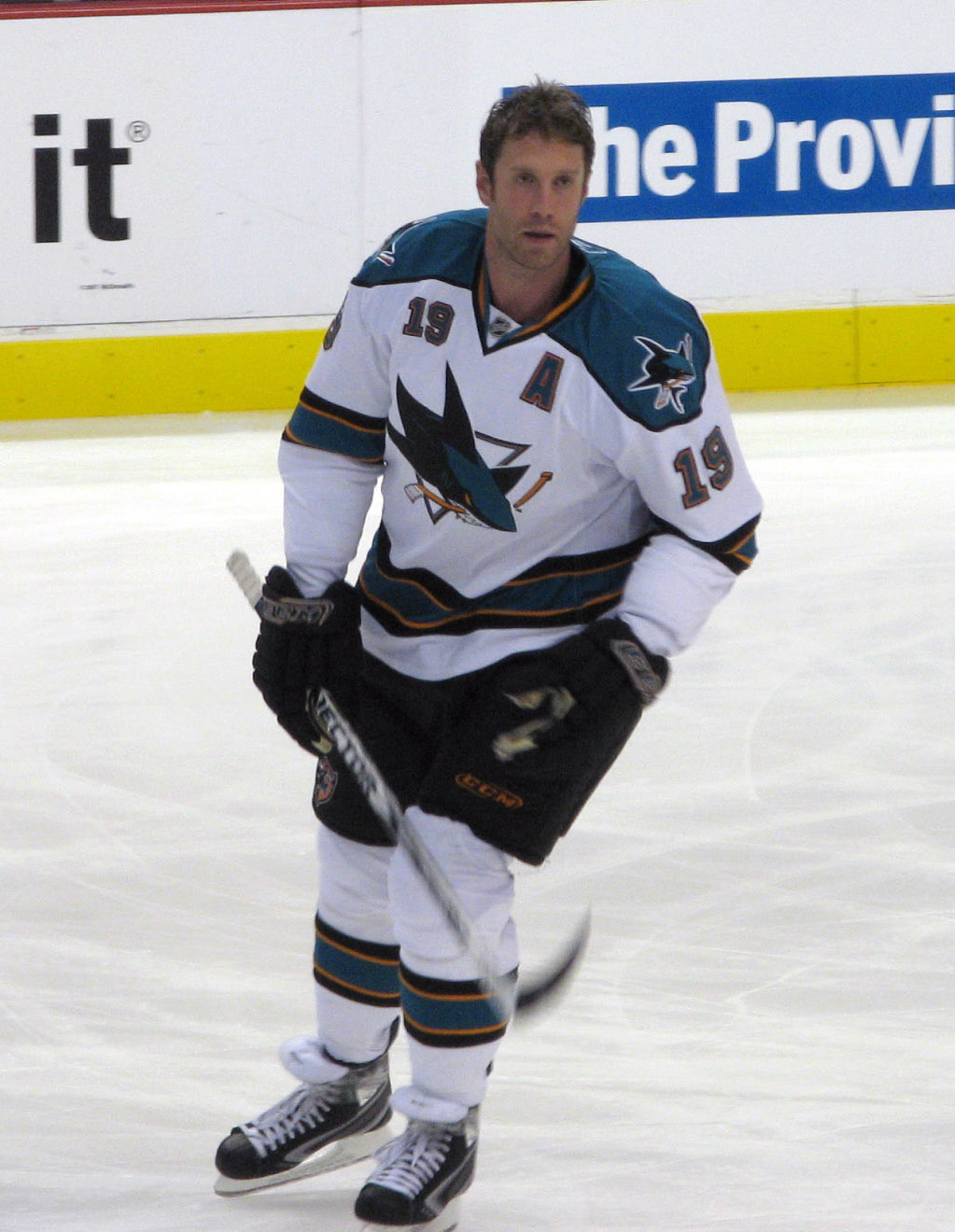
Joe Thornton, um prêmio.

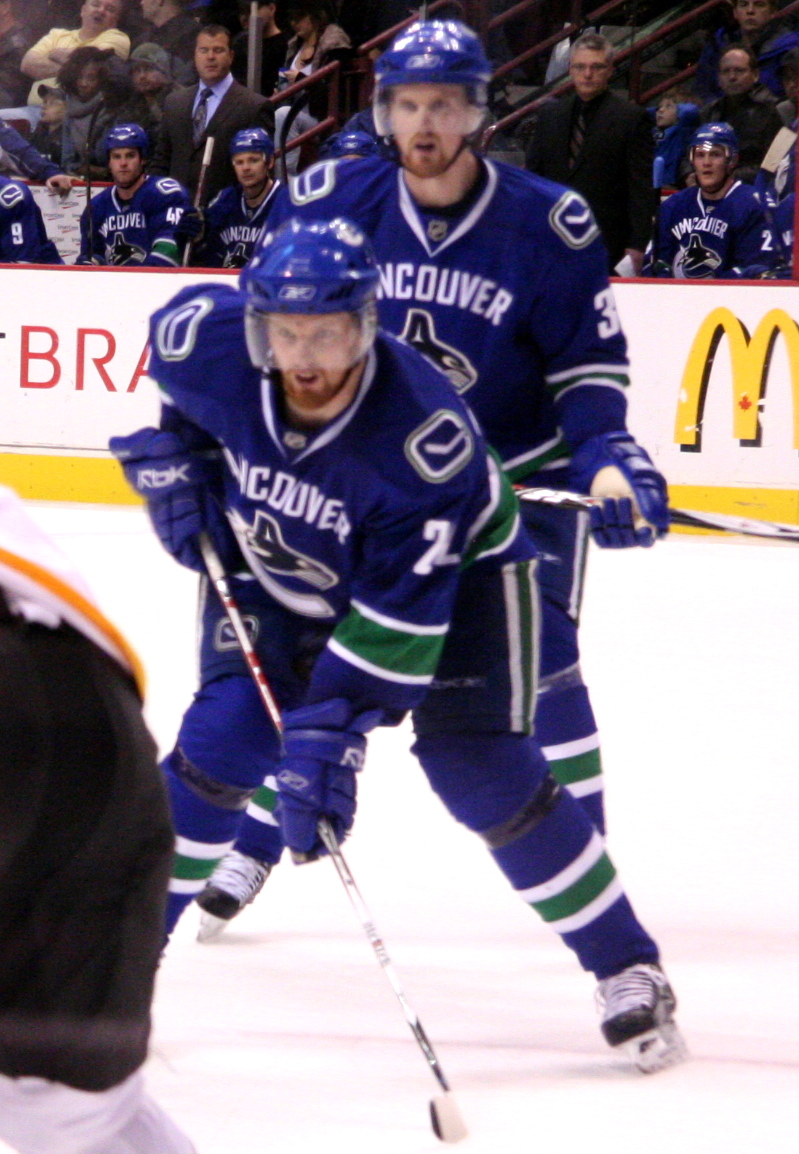
Os gêmeos Henrik Sedin e Daniel Sedin venceram sucessivamente.

- (#) Incluindo o número de títulos de pontos antes do início do Troféu
- * Temporada reduzida por locaute.

| Temporada | Vencedor                        | Time                          | Pontos | Número do Prêmio |
| --------- | ------------------------------- | ----------------------------- | ------ | ---------------- |
| 1947–48   | Elmer Lach                      | Montreal Canadiens            | 61     | 1(2)             |
| 1948–49   | Roy Conacher                    | Chicago Black Hawks           | 68     | 1                |
| 1949–50   | Ted Lindsay                     | Detroit Red Wings             | 78     | 1                |
| 1950–51   | Gordie Howe                     | Detroit Red Wings             | 86     | 1                |
| 1951–52   | Gordie Howe                     | Detroit Red Wings             | 86     | 2                |
| 1952–53   | Gordie Howe                     | Detroit Red Wings             | 95     | 3                |
| 1953–54   | Gordie Howe                     | Detroit Red Wings             | 81     | 4                |
| 1954–55   | Bernie Geoffrion                | Montreal Canadiens            | 75     | 1                |
| 1955–56   | Jean Beliveau                   | Montreal Canadiens            | 88     | 1                |
| 1956–57   | Gordie Howe                     | Detroit Red Wings             | 89     | 5                |
| 1957–58   | Dickie Moore                    | Montreal Canadiens            | 84     | 1                |
| 1958–59   | Dickie Moore                    | Montreal Canadiens            | 96     | 2                |
| 1959–60   | Bobby Hull                      | Chicago Black Hawks           | 81     | 1                |
| 1960–61   | Bernie Geoffrion                | Montreal Canadiens            | 95     | 2                |
| 1961–62   | Bobby Hull                      | Chicago Black Hawks           | 84     | 2                |
| 1962–63   | Gordie Howe                     | Detroit Red Wings             | 86     | 6                |
| 1963–64   | Stan Mikita                     | Chicago Black Hawks           | 89     | 1                |
| 1964–65   | Stan Mikita                     | Chicago Black Hawks           | 87     | 2                |
| 1965–66   | Bobby Hull                      | Chicago Black Hawks           | 97     | 3                |
| 1966–67   | Stan Mikita                     | Chicago Black Hawks           | 97     | 3                |
| 1967–68   | Stan Mikita                     | Chicago Black Hawks           | 87     | 4                |
| 1968–69   | Phil Esposito                   | Boston Bruins                 | 126    | 1                |
| 1969–70   | Bobby Orr                       | Boston Bruins                 | 120    | 1                |
| 1970–71   | Phil Esposito                   | Boston Bruins                 | 152    | 2                |
| 1971–72   | Phil Esposito                   | Boston Bruins                 | 133    | 3                |
| 1972–73   | Phil Esposito                   | Boston Bruins                 | 130    | 4                |
| 1973–74   | Phil Esposito                   | Boston Bruins                 | 145    | 5                |
| 1974–75   | Bobby Orr                       | Boston Bruins                 | 135    | 2                |
| 1975–76   | Guy Lafleur                     | Montreal Canadiens            | 125    | 1                |
| 1976–77   | Guy Lafleur                     | Montreal Canadiens            | 136    | 2                |
| 1977–78   | Guy Lafleur                     | Montreal Canadiens            | 132    | 3                |
| 1978–79   | Bryan Trottier                  | New York Islanders            | 134    | 1                |
| 1979–80   | Marcel Dionne                   | Los Angeles Kings             | 137    | 1                |
| 1980–81   | Wayne Gretzky                   | Edmonton Oilers               | 164    | 1                |
| 1981–82   | Wayne Gretzky                   | Edmonton Oilers               | 212    | 2                |
| 1982–83   | Wayne Gretzky                   | Edmonton Oilers               | 196    | 3                |
| 1983–84   | Wayne Gretzky                   | Edmonton Oilers               | 205    | 4                |
| 1984–85   | Wayne Gretzky                   | Edmonton Oilers               | 208    | 5                |
| 1985–86   | Wayne Gretzky                   | Edmonton Oilers               | 215    | 6                |
| 1986–87   | Wayne Gretzky                   | Edmonton Oilers               | 183    | 7                |
| 1987–88   | Mario Lemieux                   | Pittsburgh Penguins           | 168    | 1                |
| 1988–89   | Mario Lemieux                   | Pittsburgh Penguins           | 199    | 2                |
| 1989–90   | Wayne Gretzky                   | Los Angeles Kings             | 142    | 8                |
| 1990–91   | Wayne Gretzky                   | Los Angeles Kings             | 163    | 9                |
| 1991–92   | Mario Lemieux                   | Pittsburgh Penguins           | 131    | 3                |
| 1992–93   | Mario Lemieux                   | Pittsburgh Penguins           | 160    | 4                |
| 1993–94   | Wayne Gretzky                   | Los Angeles Kings             | 130    | 10               |
| 1994–95 * | Jaromir Jagr                    | Pittsburgh Penguins           | 70     | 1                |
| 1995–96   | Mario Lemieux                   | Pittsburgh Penguins           | 161    | 5                |
| 1996–97   | Mario Lemieux                   | Pittsburgh Penguins           | 122    | 6                |
| 1997–98   | Jaromir Jagr                    | Pittsburgh Penguins           | 102    | 2                |
| 1998–99   | Jaromir Jagr                    | Pittsburgh Penguins           | 127    | 3                |
| 1999–2000 | Jaromir Jagr                    | Pittsburgh Penguins           | 96     | 4                |
| 2000–01   | Jaromir Jagr                    | Pittsburgh Penguins           | 121    | 5                |
| 2001–02   | Jarome Iginla                   | Calgary Flames                | 96     | 1                |
| 2002–03   | Peter Forsberg                  | Colorado Avalanche            | 106    | 1                |
| 2003–04   | Martin St. Louis                | Tampa Bay Lightning           | 94     | 1                |
| 2004–05   | Temporada cancelada por Lockout | -                             | -      | -                |
| 2005–06   | Joe Thornton                    | Boston Bruins/San Jose Sharks | 125    | 1                |
| 2006–07   | Sidney Crosby                   | Pittsburgh Penguins           | 120    | 1                |
| 2007–08   | Alexander Ovechkin              | Washington Capitals           | 112    | 1                |
| 2008–09   | Evgeni Malkin                   | Pittsburgh Penguins           | 113    | 1                |
| 2009-10   | Henrik Sedin                    | Vancouver Canucks             | 112    | 1                |
| 2010–11   | Daniel Sedin                    | Vancouver Canucks             | 104    | 1                |
| 2011–12   | Evgeni Malkin                   | Pittsburgh Penguins           | 109    | 2                |
| 2012–13*  | Martin St. Louis                | Tampa Bay Lightning           | 60     | 2                |
| 2013–14   | Sidney Crosby                   | Pittsburgh Penguins           | 104    | 2                |
| 2014–15   | Jamie Benn                      | Dallas Stars                  | 87     | 1                |
| 2015–16   | Patrick Kane                    | Chicago Blackhawks            | 105    | 1                |
| 2016–17   | Connor McDavid                  | Edmonton Oilers               | 100    | 1                |
| 2017–18   | Connor McDavid                  | Edmonton Oilers               | 108    | 2                |
| 2018–19   | Nikita Kucherov                 | Tampa Bay Lightning           | 128    | 1                |
| 2019-20   | Leon Draisaitl                  | Edmonton Oilers               | 110    | 1                |
| 2020-21   | Connor McDavid                  | Edmonton Oilers               | 105    | 3                |
| 2021-22   | Connor McDavid                  | Edmonton Oilers               | 123    | 4                |
| 2022-23   | Connor McDavid                  | Edmonton Oilers               | 153    | 5                |
| 2023-24   | Nikita Kucherov                 | Tampa Bay Lightning           | 144    | 2                |
| 2024-25   | Nikita Kucherov                 | Tampa Bay Lightning           | 121    | 3                |